# Relaciones Perú-Portugal
Las relaciones Perú-Portugal son las relaciones bilaterales entre Perú y Portugal. Ambas naciones son miembros de la Organización de Estados Iberoamericanos y de las Naciones Unidas. Las relaciones se describen como amistosas.
Los países mantienen relaciones diplomáticas directas desde 1853. Después de contactos más intensos en los siglos XVI y XVII, las relaciones bilaterales sólo se intensificaron nuevamente en las últimas décadas y ahora se consideran libres de problemas y cada vez más amistosas.
Los puntos de contacto bilaterales más importantes son el trabajo conjunto en la Cumbre Iberoamericana y la Unión Latina, y el apoyo portugués a las preocupaciones peruanas, como la adhesión a la OCDE o la negociación de una ampliación del Acuerdo de Schengen para los ciudadanos peruanos. Además, Perú cuenta desde 2021 con estatus de observador en la Comunidad de Países de Lengua Portuguesa (CPLP).

## Historia
A pesar del Tratado de Tordesillas entre Portugal y España de 1494, un gran número de comerciantes, artesanos, mercenarios y artistas portugueses también probaron suerte en las zonas de Sudamérica que habían sido cedidas a España, incluido Perú, que era conocido por su increíble riqueza en plata. Algunos nombres en Perú se remontan a la presencia portuguesa, como La Portuguesa, una mina en un afluente del río Santa, la veta de plata llamada "Portugués" en la provincia de Cajamarca, o la línea de mineral llamada "Portuguesa" en Chuschi.
El portugués Aleixo García fue el primer europeo en llegar al Imperio Inca en la década de 1520, aunque al servicio de la corona española.
En 1620 se publicó anónimamente la obra Descripción general del Piru, en particular de Lima, del autor portugués Pedro Leão Portocarro. Escrita en español pero intercalada con numerosos manierismos portugueses, la obra contiene extensas descripciones geográficas, económicas y sociales. Por tanto, es una fuente importante sobre el Perú del siglo XVII.
En la segunda mitad del siglo XVI, un gran número de portugueses llegaron al Perú. En Pillpinto, un pueblo sobre el río Apurímac cerca de Cuzco, todavía circula entre los residentes la historia de que en el Virreinato, el pueblo estuvo habitado por comerciantes portugueses rubios de ojos verdes durante muchos años. En la capital de Perú, Lima, la principal calle comercial conocida como la Calle de los Mercaderes estuvo dominada por comerciantes portugueses hasta que desaparecieron después de la Grande Cumplicidade en 1659.
Perú, que se independizó de España en 1821, y el Reino de Portugal, que había perdido su mayor colonia con el vecino Brasil en 1822, entablaron relaciones diplomáticas en 1853 con un acuerdo de comercio y navegación. Las relaciones bilaterales se han intensificado lentamente desde entonces. En 1945, Portugal abrió su propia embajada permanente en Lima. Perú y Portugal han estado trabajando juntos desde 1991 en el marco de la Cumbre Iberoamericana.

## Visitas de alto nivel
Visitas de alto nivel de Portugal a Perú
- Ministro de Asuntos Exteriores João Gomes Cravinho (2022)[6]

## Comercio
En 2019, Portugal se ubicó en el puesto 48 del ranking de mercados de destino de las exportaciones peruanas. En 2018, los envíos de productos peruanos a Portugal alcanzaron los US$ 46 millones, reportando un crecimiento de casi 70% respecto a 2017, cuando las exportaciones nacionales sumaron 27 millones.

## Misiones diplomáticas residentes
- Perú tiene una embajada en Lisboa.
- Portugal tiene una embajada en Lima.

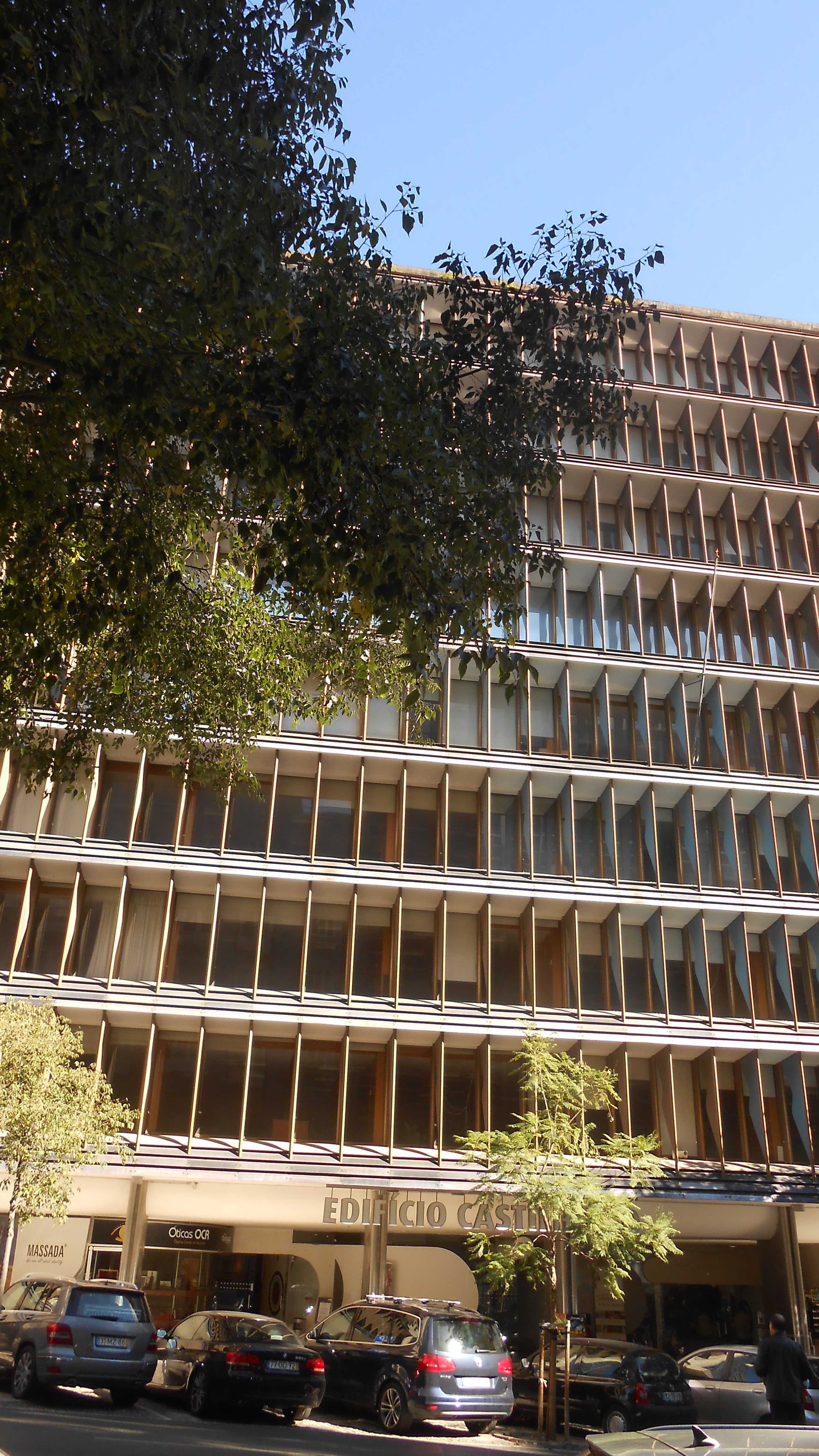
Embajada peruana en Lisboa
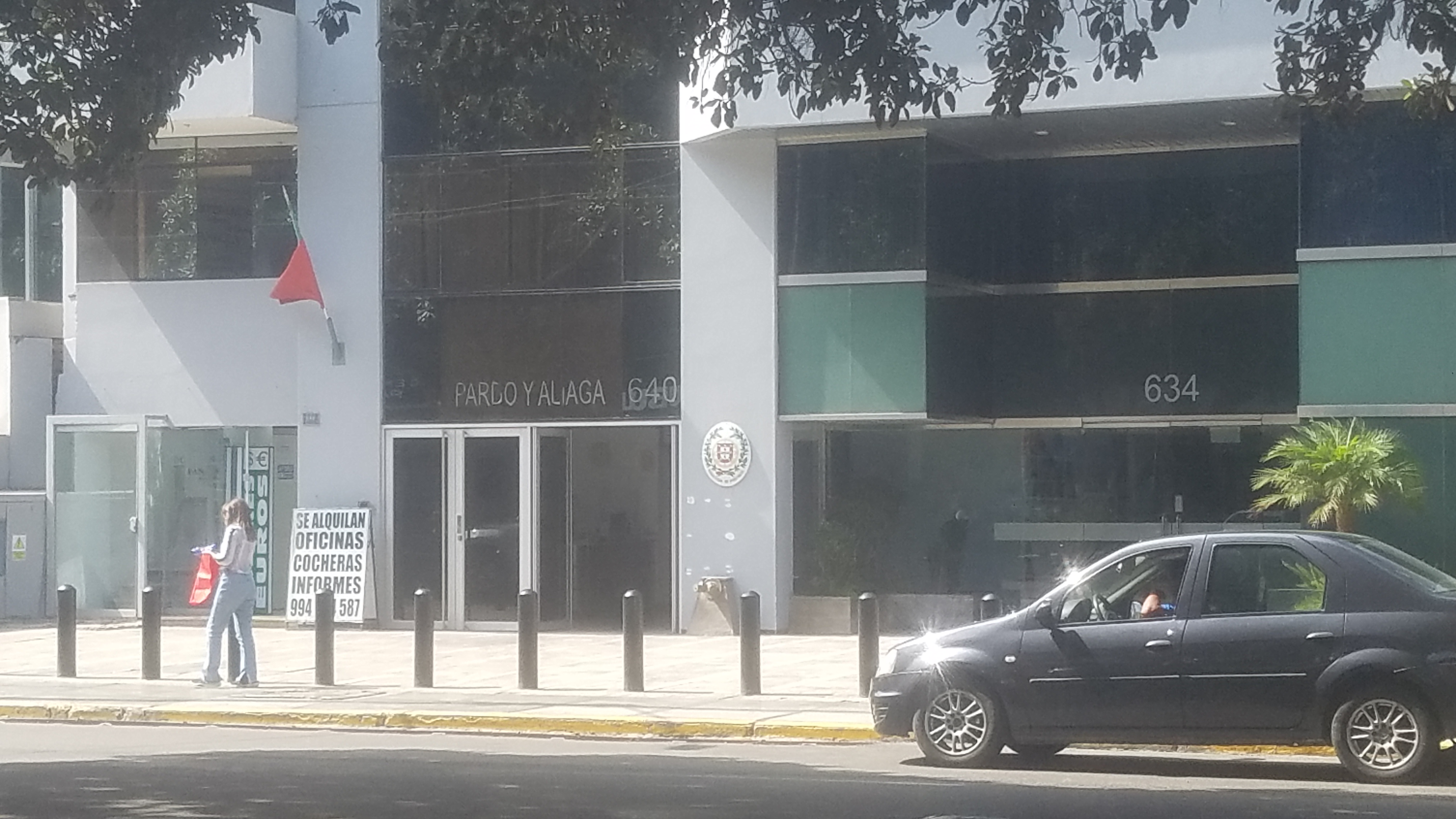
Embajada portuguesa en Lima